# Synuchidius ganglbaueri
Synuchidius ganglbaueri is een keversoort uit de familie loopkevers (Carabidae). De wetenschappelijke naam van de soort is voor het eerst geldig gepubliceerd in 1908 door Apfelbeck.